# عيهون معطار
العطر، العطر العربي أو العَيْهُونُ المِعْطَارُ   أو لقلقي شديد الرائحة[بحاجة لمصدر] (الاسم العلمي:Pelargonium odoratissimum) هو نوع من النباتات يتبع جنس اللقلقي من الفصيلة الغرنوقية.

## الوصف
نبات صغير مُمْتدّ، ينمو إلى ارتفاع 30 سم وعرض 60 سم. أزهاره صغيرة ولونها وردي باهت، وأوراقه شمعية خضراء بيضاوية الشكل.

## الاستخدام
في قبرص، تُستخدم أوراقه لإضفاء نكهة على الكعك والمعجنات. كما تُحفظ أحيانًا وتُؤكل كحلوى.